# Simulium horacioi
Simulium horacioi es una especie de insecto del género Simulium, familia Simuliidae, orden Diptera.
Fue descrita científicamente por Okazawa & Onishi, 1980.